# 28 de setembro
28 de setembro é o 271.º dia do ano no calendário gregoriano (272.º em anos bissextos). Faltam 94 dias para acabar o ano.

## Eventos históricos

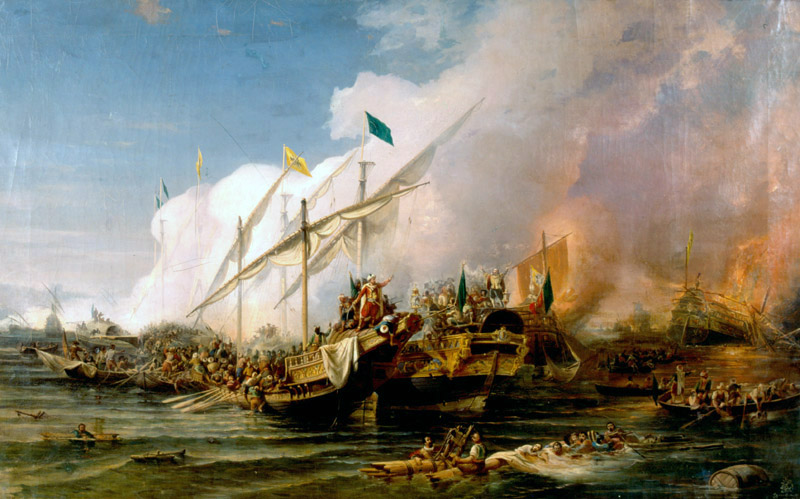
1538: Batalha de Preveza

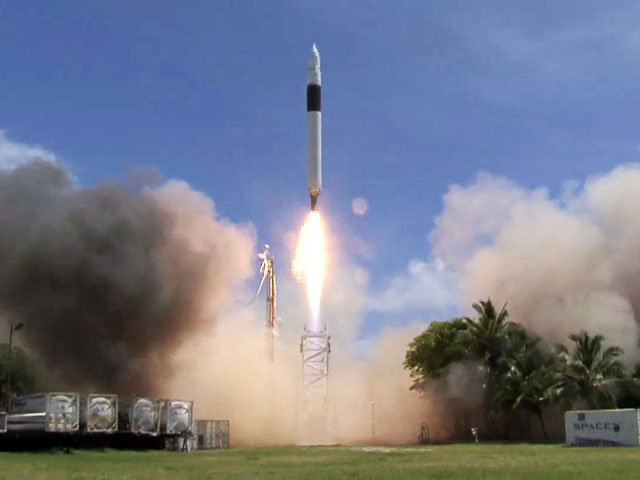
2008: Falcon 1

- 48 a.C. — Pompeu é assassinado por ordem do rei Ptolomeu ao chegar ao Egito.
- 0235 — O Papa Ponciano renuncia. É exilado para as minas da Sardenha, juntamente com Hipólito de Roma.
- 0351 — Constâncio II derrota o usurpador Magnêncio.
- 0365 — O usurpador romano Procópio suborna duas legiões que passam por Constantinopla e se proclama imperador.
- 0935 — O duque Venceslau I da Boêmia é assassinado por um grupo de nobres liderados por seu irmão Boleslau I, que o sucede.
- 0995 — Boleslau II, duque da Boêmia, mata a maioria dos membros da dinastia rival Slavník.
- 1066 — Início da Conquista Normanda: Guilherme da Normandia desembarca em Inglaterra com 7 000 homens.
- 1106 — O rei Henrique I da Inglaterra derrota seu irmão, Roberto Curthose.
- 1213 — A rainha consorte Gertrudes de Merânia é assassinada por um grupo de senhores húngaros.
- 1238 — O rei Jaime I de Aragão conquista Valência dos mouros. Pouco depois, se proclama rei de Valência.
- 1322 — Luís IV, Sacro Imperador Romano-Germânico, derrota Frederico, o Belo na Batalha de Mühldorf.
- 1538 — Guerra Otomano-Veneziana: a Marinha otomana obtém uma vitória decisiva sobre uma frota da Liga Sagrada na Batalha de Preveza.
- 1542 — João Rodrigues Cabrilho, de Portugal, chega ao que é hoje San Diego, Califórnia.
- 1781 — Revolução Americana: forças americanas apoiadas por uma frota francesa começam o Cerco de Yorktown.
- 1821 — Parte da Nova Espanha passa a pertencer ao Primeiro Império Mexicano.
- 1864 — É fundada a Associação Internacional dos Trabalhadores, conhecida como Primeira Internacional, em Londres, Inglaterra.
- 1868 — A Batalha de Alcolea faz com que a rainha Isabel II da Espanha fuja para a França.
- 1871 — O Parlamento brasileiro aprova uma lei que libera todas as crianças nascidas de escravos e todos os escravos pertencentes ao governo.
- 1885 — Lei dos Sexagenários libertação de todos os escravos com mais de 60 anos.
- 1889 — A Conferência Geral de Pesos e Medidas (CGPM) define o comprimento de um metro.
- 1905 — A Teoria da Relatividade de Einstein é publicada no Annalen der Physik.
- 1912 — O Pacto do Ulster é assinado por cerca de 500 000 unionistas do Ulster em oposição ao Terceiro Projeto de Lei do Governo Interno Irlandês.
- 1914 — Inaugurado o Forte de Copacabana, foi considerado, à época, a mais moderna praça de guerra da América do Sul e um marco para a engenharia militar de seu tempo.
- 1918 — Primeira Guerra Mundial: começa a Quinta Batalha de Ypres.
- 1919 — Início das rebeliões raciais em Omaha, Nebraska.
- 1924 — A primeira circunavegação aérea é concluída por uma equipe do Exército dos Estados Unidos.
- 1928 — Alexander Fleming percebe um mofo que mata bactérias crescendo em seu laboratório, descobrindo o que mais tarde ficou conhecido como penicilina.
- 1939
  - Segunda Guerra Mundial: o Cerco de Varsóvia chega ao fim.
  - Segunda Guerra Mundial: a Alemanha nazista e a União Soviética concordam com a divisão da Polônia.
- 1941 — Segunda Guerra Mundial: começa a revolta contra a ocupação búlgara no norte da Grécia.
- 1950 — Indonésia é admitida como Estado-Membro da ONU.
- 1951 — A CBS disponibiliza os primeiros televisores em cores para venda ao público em geral, mas o produto é descontinuado menos de um mês depois.
- 1960 — Mali e Senegal são admitidos como Estados-Membros da ONU.
- 1961 — Um golpe militar em Damasco efetivamente encerra a República Árabe Unida, a união entre o Egito e a Síria.
- 1968 — Fundação da Universidade do Estado do Rio Grande do Norte.
- 1970 — O presidente egípcio Gamal Abdel Nasser morre de ataque cardíaco no Cairo.
- 1974 — Manifestação da maioria silenciosa, convocada por António de Spínola.
- 1992 — Um voo da Pakistan International Airlines cai em uma colina no Nepal, matando todos os 167 passageiros e tripulantes.[1]
- 1994 — A balsa de cruzeiro MS Estonia afunda no Mar Báltico, matando 852 pessoas.
- 1995 — Bob Denard e um grupo de mercenários tomam as ilhas das Comores em um golpe.
- 2000 — Segunda Intifada: Ariel Sharon visita a Mesquita de Al-Aqsa, conhecida pelos judeus como o monte do Templo em Jerusalém.
- 2008 — O Falcon 1 se torna o primeiro veículo de combustível líquido desenvolvido por uma entidade privada para colocar uma carga útil em órbita.
- 2009 — A junta militar que governa a Guiné ataca uma manifestação de protesto, matando ou ferindo 1 400 pessoas.
- 2012
  - As forças da Somália e da União Africana lançam um ataque coordenado ao porto somaliano de Kismayo para recuperar a cidade dos militantes da Al Shabaab.
  - O voo 601 da Sita Air cai em Madhyapur Thimi, Nepal, matando todos os 19 passageiros e tripulantes.
- 2014 — Os protestos em Hong Kong começam em resposta a reformas políticas restritivas impostas pelo Congresso Nacional do Povo em Pequim.
- 2018 — O sismo em Celebes de 7,5 Mw, provoca um grande tsunami, e deixa 4 340 mortos e 10 679 feridos.
- 2020 — Número mundial de mortes causadas pela COVID-19 ultrapassa a marca de 1 000 000.[2][3]

## Nascimentos

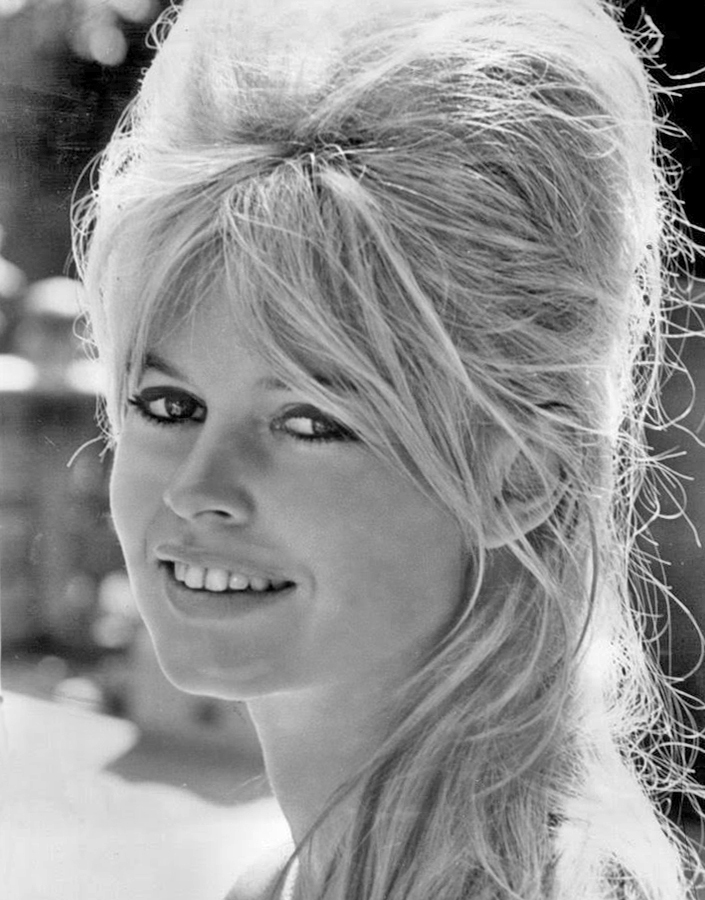
Brigitte Bardot

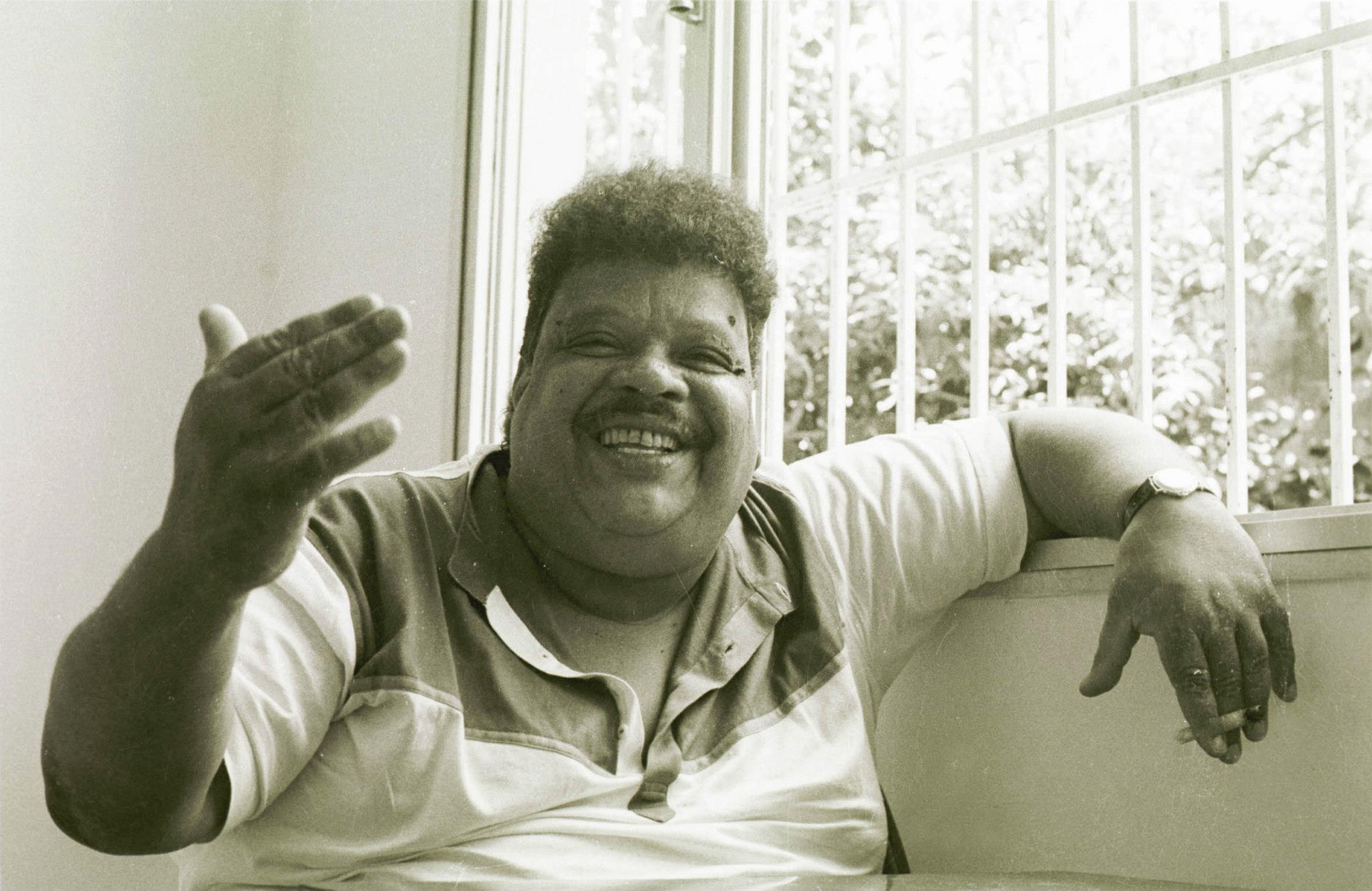
Tim Maia

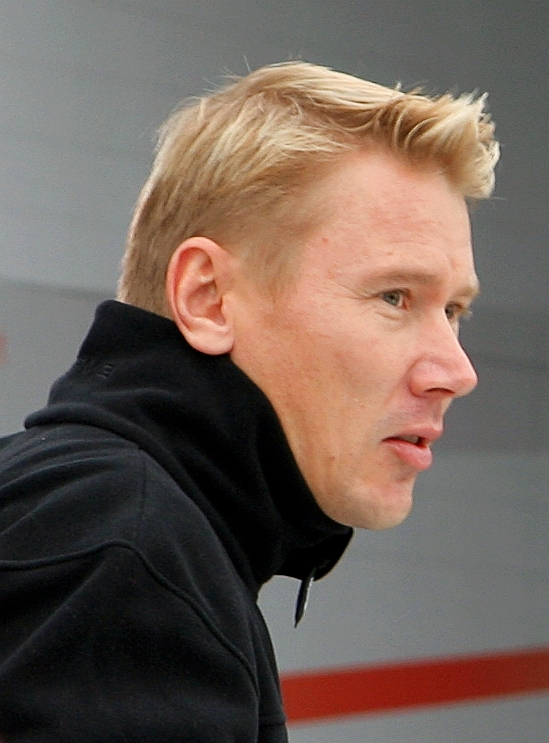
Mika Häkkinen

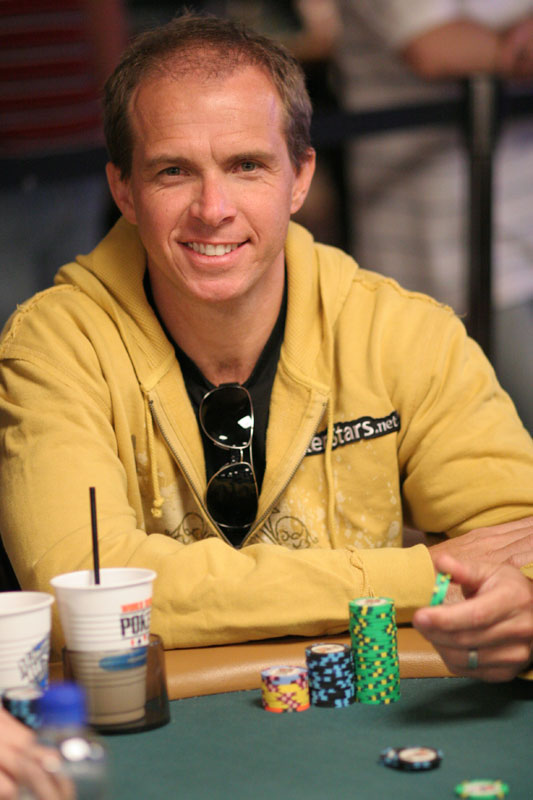
Gualter Salles

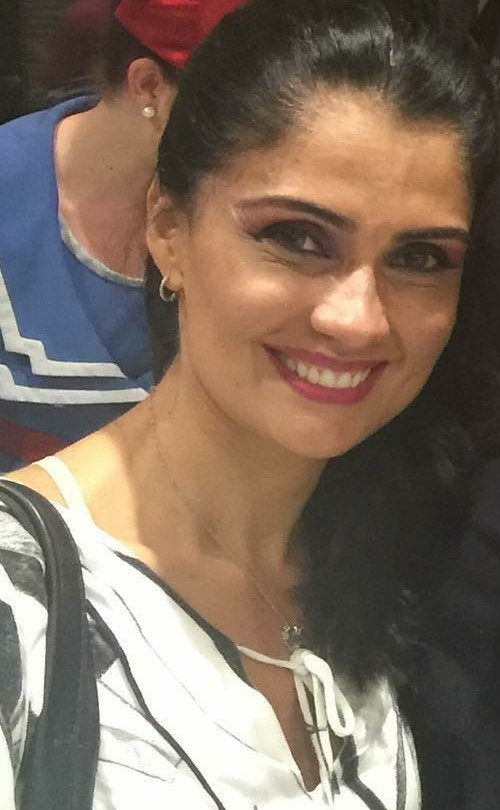
Patrícia França

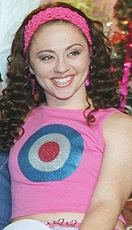
Guta Stresser

### Anteriores ao século XIX
- 0616 — Javanxir da Albânia, rei albanês (m. 683).
- 1493 — Agnolo Firenzuola, poeta e literato italiano (m. 1545).
- 1547 — Mateo Alemán, romancista, novelista e literato espanhol (m. 1609).
- 1555 — Henrique de La Tour de Auvérnia, Duque de Bulhão (m. 1623).
- 1612 — Michel Anguier, escultor francês (m. 1686).
- 1636 — Sofia Doroteia de Eslésvico-Holsácia-Sonderburgo-Glucksburgo, eleitora de Brandemburgo (m. 1689).
- 1667 — Asano Naganori, guerreiro japonês (m. 1701).
- 1681 — Johann Mattheson, compositor, lexicógrafo, diplomata e teórico musical alemão (m. 1764).
- 1686 — Cosmas Damian Asam, pintor, escultor e arquiteto alemão (m. 1739).
- 1705 — Henry Fox, 1.º Barão de Holland (m. 1774).
- 1735 — Augustus FitzRoy, 3.º Duque de Grafton (m. 1811).
- 1746 — William Jones, jurista, filólogo e orientalista britânico (m. 1794).
- 1765 — Frederico Cristiano II, Duque de Eslésvico-Holsácia-Sonderburgo-Augustemburgo (m. 1814).
- 1780 — Élie-Louis, Duque Decazes (m. 1860).
- 1789 — Luísa Carolina de Hesse-Cassel (m. 1867).

### Século XIX
- 1803
  - Prosper Mérimée, dramaturgo, historiador e arqueólogo francês (m. 1870).
  - Adrian Ludwig Richter, pintor e água-fortista alemão (m. 1884).
- 1823 — Alexandre Cabanel, pintor francês (m. 1889).
- 1825 — Rafael Wenceslao Núñez, político, escritor e advogado colombiano (m. 1894).
- 1828 — Antonieta de Mérode, princesa de Mônaco (m. 1864).
- 1831 — Maximiliano António de Thurn e Taxis (m. 1867).
- 1841 — Georges Clemenceau, político francês (m. 1929).
- 1852
  - Henri Moissan, químico francês (m. 1907).
  - John French, militar britânico (m. 1925).
- 1860 — Paul Ulrich Villard, químico e físico francês (m. 1934).
- 1863 — Carlos I de Portugal (m. 1908).
- 1865 — Amélia de Orleães, rainha-consorte de Portugal (m. 1951).
- 1867 — Kiichirō Hiranuma, primeiro-ministro do Japão (m. 1952).
- 1868 — Evelyn Beatrice Hall, escritora britânica (m. 1956).
- 1872 — Lena Ashwell, atriz e gerente de teatro britânica (m. 1957).
- 1878 — Adolphe Cayron, ciclista francês (m. 1950).
- 1881 — Eugeni d’Ors, escritor, jornalista, crítico literário e filósofo espanhol (m. 1954).
- 1885 — Emil Väre, lutador finlandês (m. 1974).
- 1887 — Karl Sandelin, ginasta finlandês (m. 1950).
- 1892 — Ruth Stonehouse, atriz, roteirista e cineasta estadunidense (m. 1941).
- 1898 — Lew Tendler, pugilista estadunidense (m. 1970).
- 1900
  - Otto Braun, escritor e militar alemão (m. 1974).
  - César Espinoza, futebolista chileno (m. 1956).

### Século XX

#### 1901–1950
- 1901
  - Ed Sullivan, escritor, ator e comunicador estadunidense (m. 1974).
  - Kurt Otto Friedrichs, matemático alemão (m. 1982).
- 1905 — Max Schmeling, pugilista alemão (m. 2005).
- 1907
  - Heikki Savolainen, ginasta finlandês (m. 1997).
  - Ragnar Gustavsson, futebolista sueco (m. 1980).
  - Luiz Sá, quadrinista brasileiro (m. 1979).
- 1909 — Al Capp, cartunista e escritor estadunidense (m. 1979).
- 1910
  - Diosdado Macapagal, político filipino (m. 1997).
  - Franz Fuchsberger, futebolista austríaco (m. 1992).
  - Ángel Sanz Briz, diplomata espanhol (m. 1980).
- 1911 — Ellsworth Vines, tenista estadunidense (m. 1994).
- 1912 — Kees Mijnders, futebolista neerlandês (m. 2002).
- 1913 — Alice Marble, tenista britânica (m. 1990).
- 1916 — Peter Finch, ator britânico (m. 1977).
- 1917 — Dorival Knipel, futebolista e treinador de futebol brasileiro (m. 1990).
- 1918
  - Arnold Stang, ator e comediante estadunidense (m. 2009).
  - Ángel Labruna, futebolista e treinador de futebol argentino (m. 1983).
- 1923 — William Windom, ator estadunidense (m. 2012).
- 1924
  - Marcello Mastroianni, ator italiano (m. 1996).
  - António Jacinto, poeta angolano (m. 1991).
- 1925
  - Eurico de Melo, político português (m. 2012).
  - Seymour Cray, engenheiro de computação estadunidense (m. 1996).
- 1927 — Luis Rijo, futebolista uruguaio (m. 2001).
- 1929 — Lata Mangeshkar, cantora indiana (m. 2022).
- 1930 — Immanuel Wallerstein, sociólogo estadunidense (m. 2019).
- 1932
  - Victor Jara, cantor, compositor e ativista chileno (m. 1973).
  - John Coyle, futebolista britânico (m. 2016).
- 1933 — Madeleine Kunin, política, escritora e diplomata estadunidense.
- 1934
  - Brigitte Bardot, atriz francesa.
  - Janet Munro, atriz britânica (m. 1972).
- 1935 — Ronald Lacey, ator britânico (m. 1991).
- 1936 — Domingos de Oliveira, ator e diretor brasileiro (m. 2019).
- 1937 — Bob Schul, meio-fundista estadunidense (m. 2024).
- 1938 — Ben E. King, cantor e compositor estadunidense (m. 2015).
- 1939 — Stuart Kauffman, biólogo estadunidense.
- 1941
  - Lucas Van Looy, bispo católico belga.
  - Edmund Stoiber, político alemão.
- 1942
  - Norm Evans, ex-jogador profissional de futebol americano estadunidense.
  - Tim Maia, cantor e compositor brasileiro (m. 1998).
  - Marshall Bell, ator estadunidense.
- 1943 — J. T. Walsh, ator estadunidense (m. 1998).
- 1944
  - Miguel Faria Jr., cineasta, produtor e roteirista brasileiro.
  - Miloš Zeman, político tcheco.
- 1946
  - Helen Shapiro, cantora britânica.
  - Jeffrey Jones, ator estadunidense.
  - Peter Egan, ator e ativista britânico.
- 1947
  - Sheikh Hasina, política bengali.
  - Vladimir Troshkin, futebolista e treinador de futebol ucraniano (m. 2020).
- 1949 — Jimmy "Bo" Horne, cantor estadunidense.
- 1950
  - John Sayles, escritor e diretor de cinema estadunidense.
  - Amaury Jr., apresentador de televisão brasileiro.

#### 1951–2000
- 1951
  - Silvia Dionisio, atriz e ex-modelo italiana.
  - Jim Diamond, cantor e compositor britânico (m. 2015).
- 1952 — Sylvia Kristel, atriz neerlandesa (m. 2012).
- 1953
  - Otmar Hasler, político liechtensteinense.
  - Luca de Castro, ator e diretor brasileiro (m. 2023).
- 1954
  - George Lynch, guitarrista estadunidense.
  - Margot Wallström, política sueca.
- 1955 — Gary Johnson, treinador de futebol britânico.
- 1956
  - Dentinho Guerreiro, ex-futebolista e treinador de futebol brasileiro.
  - Roberta Miranda, cantora brasileira.
- 1957 — Harris Savides, diretor de fotografia estadunidense (m. 2012).
- 1960
  - Jennifer Rush, cantora estadunidense.
  - Mehmed Baždarević, ex-futebolista e treinador de futebol bósnio.
  - Ahmed Shobair, ex-futebolista egípcio.
- 1961 — Tatiana de Rosnay, escritora francesa.
- 1962 — Andréa Maltarolli, diretora de novelas brasileira (m. 2009).
- 1963
  - Luis Arce, economista e político boliviano, 67.º presidente da Bolívia.
  - Paulinho McLaren, ex-futebolista e treinador de futebol brasileiro.
  - Érik Comas, ex-automobilista francês.
- 1964
  - Claudio Borghi, ex-futebolista e treinador de futebol argentino.
  - Janeane Garofalo, atriz estadunidense.
- 1965 — Eliane Bastos, cantora brasileira.
- 1966
  - Maria Canals Barrera, atriz estadunidense.
  - Rouxinol do Rinaré, poeta e escritor brasileiro.
- 1967
  - Mira Sorvino, atriz estadunidense.
  - Mara Gabrilli, política e escritora brasileira.
  - Roberto Santucci, cineasta brasileiro.
- 1968
  - Mika Häkkinen, ex-automobilista finlandês.
  - Naomi Watts, atriz anglo-australiana.
  - Carré Otis, modelo e atriz estadunidense.
- 1969 — Pedro Fernández, ator e cantor mexicano.
- 1970
  - Gualter Salles, ex-automobilista brasileiro.
  - Kimiko Date, ex-tenista japonesa.
  - Said Chiba, ex-futebolista marroquino.
- 1971
  - Patrícia França, atriz brasileira.
  - Enderson Moreira, treinador de futebol brasileiro.
- 1972
  - Guta Stresser, atriz brasileira.
  - Dita Von Teese, atriz e modelo estadunidense.
  - Claudemir Vítor, ex-futebolista brasileiro.
  - Werner Schlager, ex-mesa-tenista austríaco.
  - Kevin MacLeod, compositor e músico estadunidense.
- 1973
  - Hugo Porfírio, ex-futebolista português.
  - José Ignacio, ex-futebolista espanhol.
- 1974 — Mohammed Al-Jahani, ex-futebolista saudita.
- 1975
  - Valérien Ismaël, ex-futebolista e treinador de futebol francês.
  - Nino Khurtsidze, enxadrista georgiana (m. 2018).
  - Lenny Krayzelburg, ex-nadador estadunidense.
- 1976
  - Fedor Emelianenko, wrestler russo.
  - Ohad Knoller, ator israelense.
  - Boris Smiljanić, ex-futebolista suíço.
- 1978 — Lucas Bryant, ator estadunidense.
- 1979
  - Bam Margera, skatista estadunidense.
  - Jonhes, ex-futebolista e treinador de futebol brasileiro.
- 1981
  - Jorge Guagua, ex-futebolista equatoriano.
  - Wilfredo Caballero, ex-futebolista argentino.
  - Trixi Worrack, ciclista alemã.
  - Loïc Loval, ex-futebolista francês.
  - Megumi Kagurazaka, atriz japonesa.
- 1982
  - Anderson Varejão, ex-basquetebolista brasileiro.
  - Aleksandr Anyukov, ex-futebolista russo.
- 1984
  - Melody Thornton, cantora estadunidense.
  - Mathieu Valbuena, futebolista francês.
  - Alex Bruce, ex-futebolista britânico.
- 1985 — Luke Chambers, futebolista britânico.
- 1986
  - Andrés Guardado, futebolista mexicano.
  - Joana Duarte, atriz portuguesa.
- 1987
  - Hilary Duff, atriz e cantora estadunidense.
  - Sílvio, futebolista português.
  - Adriano Michael Jackson, futebolista brasileiro.
- 1988
  - Esmée Denters, cantora neerlandesa.
  - Helder Agostini, ator brasileiro.
  - Marin Čilić, tenista croata.
  - Caio César, ator, dublador e policial militar brasileiro (m. 2015).
  - Baptiste Planckaert, ciclista belga.
- 1989
  - Reinaldo, futebolista brasileiro.
  - Çağla Büyükakçay, tenista turca.
  - Amandine Henry, futebolista francesa.
- 1990 — Kirsten Prout, atriz canadense.
- 1991 — Mayra Dias, modelo brasileira.
- 1992
  - Keir Gilchrist, ator canadense.
  - Skye McCole Bartusiak, atriz estadunidense (m. 2014).
  - Stefano Magnasco, futebolista chileno.
  - Paula Ormaechea, tenista argentina.
  - Frauches, futebolista brasileiro.
  - Luis Alberto Romero Alconchel, futebolista espanhol.
- 1994
  - Mateus Gonçalves, futebolista brasileiro.
  - Xavier Arreaga, futebolista equatoriano.
- 1995
  - João Arrais, ator português.
  - Sergio Peña, futebolista peruano.
  - Juancho Hernangómez, basquetebolista espanhol.
- 1996 — Michel Araújo, futebolista uruguaio.
- 1997 — Melvin Landerneau, ciclista francês.
- 1998
  - Jenna Rose, cantora estadunidense.
  - Tharatorn Jantharaworakarn, ator e modelo tailandês.
- 1999 — Kayla Day, tenista estadunidense.
- 2000 — Frankie Jonas, ator e músico estadunidense.

### Século XXI
- 2004 — Isack Hadjar, automobilista francês.
- 2009 — Cavan Sullivan, futebolista estadunidense.

## Mortes

### Anteriores ao século XIX
- 00 48 a.C. — Pompeu, cônsul e general romano (n. 106 a.C.).
- 0135 — Aquiba, mártir judeu (n. 50).
- 0935 — Venceslau I da Boêmia, santo católico (n. 907).
- 1104 — Pedro I de Aragão (n.c. 1068).
- 1197 — Henrique VI do Sacro Império Romano-Germânico (n. 1165).
- 1213 — Gertrudes da Merânia, rainha da Hungria (n. 1185).
- 1330 — Isabel da Boêmia, rainha da Boêmia (n. 1292).
- 1349 — Catarina da Áustria, senhora de Coucy (n. 1320).
- 1381 — Tadeia Visconti, duquesa consorte de Baviera-Ingolstádio (n. 1351).
- 1429 — Cimburga da Mazóvia, duquesa da Áustria
- 1538 — Alfonso Manrique de Lara y Solís, inquisidor, bispo e cardeal espanhol (n. 1471).
- 1687 — Francisco Turretini, teólogo suíço (n. 1623).
- 1694 — Gabriel Mouton, abade e cientista francês (n. 1618).
- 1702 — Robert Spencer, 2.º Conde de Sunderland (n. 1640).
- 1742 — Jean-Baptiste Massillon, bispo francês (n. 1663).

### Século XIX
- 1859 — Carl Ritter, geógrafo alemão (n. 1779).
- 1873 — Émile Gaboriau, escritor e jornalista francês (n. 1832).
- 1891 — Herman Melville, escritor estadunidense (n. 1819).
- 1895 — Louis Pasteur, químico francês (n. 1822).

### Século XX
- 1915 — Hajime Saitou, samurai japonês (n. 1844).
- 1918 — Georg Simmel, sociólogo alemão (n. 1858).
- 1922 — William Seymour, pastor estadunidense (n. 1870).
- 1953
  - Edwin Powell Hubble, astrônomo estadunidense (n. 1889).
  - Duque, bailarino, jornalista, compositor e teatrólogo brasileiro (n. 1884).
- 1966 — André Breton, escritor francês (n. 1896).
- 1970
  - Gamal Abdel Nasser, estadista egípcio (n. 1918).
  - John Dos Passos, pintor e romancista luso-estadunidense (n. 1896).
- 1972 — Rory Storm, músico britânico (n. 1938).
- 1978 — Papa João Paulo I (n. 1912).
- 1989 — Ferdinando Marcos, político filipino (n. 1917).
- 1991 — Miles Davis, músico estadunidense (n. 1926).
- 1993 — Peter de Vries, novelista estadunidense (n. 1910).
- 1994 — Harry Saltzman, produtor de cinema canadense (n. 1915).
- 1995 — Lúcia Helena, radialista brasileira (n. 1916).
- 2000 — Pierre Elliott Trudeau, político canadense (n. 1919).

### Século XXI
- 2003 — Elia Kazan, cineasta greco-estadunidense (n. 1909).
- 2004 — Giulio Massarani, professor de engenharia química ítalo-brasileiro (n. 1937).
- 2016 — Shimon Peres, político israelense (n. 1923).
- 2018 — Leonardo Machado, ator e modelo brasileiro (n. 1976).
- 2022 — Coolio, cantor, ator e empresário estadunidense (n. 1963).
- 2024 — Kris Kristofferson, ator, cantor e compositor estadunidense (n. 1936).

## Feriados e eventos cíclicos
- Dia Mundial Contra a Raiva (doença)
- Dia Internacional do Acesso Universal à Informação

### Brasil
- Aniversário da cidade de Campo Belo no estado de Minas Gerais
- Aniversário da cidade de Cruzeiro do Sul no estado do Acre
- Aniversário da cidade de Aparecida do Taboado no estado do Mato Grosso do Sul
- Aniversário da cidade de Camaçari no estado da Bahia
- Aniversário da cidade de Santa Cruz do Sul no estado do Rio Grande do Sul
- Aniversário da cidade de Esperantina no estado do Piauí
- Aniversário da cidade de Visconde do Rio Branco no estado de Minas Gerais

### Cristianismo
- Eustóquia
- Exupério
- Fausto de Riez
- Margery Kempe
- Simão de Rojas
- Venceslau I

## Outros calendários
- No calendário romano era o 4.º dia (IV) antes das calendas de outubro.
- No calendário litúrgico tem a letra dominical E para o dia da semana.
- No calendário gregoriano a epacta do dia é 25 ou xxvi.